# SPINA-GT
La capacidad de secreción de tiroides (GT, también conocida como capacidad de increción o, cuando se calcula a partir de los niveles hormonales, como SPINA-GT) define la cantidad máxima estimulada de tiroxina que la glándula tiroides puede secretar a la sangre en un segundo.
GT es tanto un concepto teórico que se utiliza en las teorías fisiológicas sobre la función tiroidea como (en calidad de parámetro calculado) un biomarcador para el diagnóstico avanzado de trastornos tiroideos.

## Determinación
La capacidad de secreción se puede determinar experimentalmente midiendo la producción de tiroxina (t4) de la glándula tiroides después de la estimulación con una alta concentración de TSH (por ejemplo en forma de rhTSH, es decir, humano recombinante TSH). En el pasado, la capacidad de la secreción también se estimó midiendo la concentración sérica de isótopo de yodo131I, vinculado a las proteínas después de la administración de yodo radiactivo. Debido a la elevada exposición a la radiación ionizante, este método ya no se utiliza en los exámenes rutinarios.
In vivo, GT también puede estimarse a partir de los niveles de equilibrio de TSH y T4 o T4 libre. En este caso se calcula con
{\displaystyle {\hat {G}}_{T}={{\beta _{T}(D_{T}+[TSH])(1+K_{41}[TBG]+K_{42}[TBPA])[FT_{4}]} \over {\alpha _{T}[TSH]}}}
o
{\displaystyle {\hat {G}}_{T}={{\beta _{T}(D_{T}+[TSH])[TT_{4}]} \over {\alpha _{T}[TSH]}}}.
Esta ecuación basada en la fisiología es hoy en día el procedimiento estándar más utilizado para determinar la capacidad de secreción de la glándula tiroides.
Los parámetros constantes de las ecuaciones son:
{\displaystyle \alpha _{T}}: Factor de dilución para T4 (recíproco del volumen aparente de distribución, 0,1 l−1)
{\displaystyle \beta _{T}}: Exponente de clearance para T4 (1,1e-6 sec-1), es decir, constante de velocidad de degradación
K41: Afinidad T4-TBG (2e10 l/mol)
K42: Afinidad T4-TBPA (2e8 l/mol)
DT: EC50 para TSH (2,75 mU/l)
El cociente entre SPINA-GT y el volumen tiroideo determinado por ultrasonido se denomina capacidad secretora específica (SPINA-GT).

## Intervalo de referencia
| Límite inferior | Límite superior | Unidad de medida |
| --------------- | --------------- | ---------------- |
| 1,41            | 8,67            | pmol/s           |

## Significación clínica
SPINA-GT es alto en caso de hipertiroidismo primario y disminuye en hipotiroidismo primario. La capacidad de la secreción se correlaciona con el volumen tiroideo determinado  ultrasonido y el patrón ecográfico color-doppler y mostró una fiabilidad superior a la TSH, FT4 o FT3 en un estudio longitudinal. En un estudio, se observó una correlación negativa entre el GT y el aclaramiento de creatinina. En la fase inicial de un Síndrome del enfermo eutiroideo (TACITUS), la SPINA-GT puede estar temporalmente ligeramente elevada. Por otro lado, con algunas enfermedades crónicas como Síndrome de fatiga crónica, el SPINA-GT puede reducirse.
En un estudio basado en la población, la capacidad secretora de la tiroides estaba relacionada con la duración del sueño y la cantidad de actividad física. La relación con la ingesta de yodo siguió un esquema complejo en forma de U: SPINA-GT se redujo en los sujetos que consumían alimentos ricos en yodo pero aumentaban el exceso de yodo. En los hombres hipotiroideos, tanto SPINA-GT como SPINA-GD se correlacionan negativamente con la función eréctil y la satisfacción sexual. En mujeres con tirotoxicosis, el aumento de la producción secretora predice disfunción sexual y un mayor grado de depresión.
En personas sanas y en personas con enfermedad tiroidea autoinmune tratada, SPINA-GT se correlaciona con la sensibilidad al dolor mecánico (MPS) en pruebas sensoriales cuantitativas (QST) y con medidas de arritmia respiratoria en el análisis de variabilidad de la frecuencia cardíaca. Ambas observaciones apoyan la hipótesis de una asociación con la neuropatía sensoriomotora y autonómica en la enfermedad de la tiroides.
En determinadas situaciones, la terapia con metformina conduce a un aumento del rendimiento de secreción, en paralelo con una mejora de la sensibilidad a la insulina. Este fenómeno parece estar modulado por las hormonas sexuales.
En los sujetos con tireopatía autoinmune y una baja ingesta de vitamina D al límite, el rendimiento de la secreción aumenta durante la terapia con 25 hidroxiclolesmicales. Aunque tanto el tratamiento suplementario con vitamina D como la dieta sin gluten conducen a un aumento de la SPINA-GT, parece existir una compleja interacción entre ambas medidas terapéuticas, ya que el tratamiento con vitamina D sólo es capaz de elevar la capacidad secretora tiroidea en sujetos que no siguen ninguna recomendación dietética.
La capacidad de secreción específica (SPINA-GTs) está aumentada en la obesidad y en la tiroiditis autoinmune.
El cálculo SPINA-GT ha demostrado su utilidad en situaciones clínicas difíciles, por ejemplo, para el diagnóstico diferencial del hipotiroidismo subclínico y la concentración elevada de TSH debida a una carga alostática de tipo 2 (como es típico en la obesidad y en algunas enfermedades psiquiátricas). Con este fin, se ha recomendado su uso en la evaluación sociomédica.